# Onet-le-Château
Onet-le-Château è un comune francese di 11 399 abitanti situato nel dipartimento dell'Aveyron nella regione dell'Occitania.

## Società

### Evoluzione demografica
Abitanti censiti

## Amministrazione

### Gemellaggi
- Stegaurach